# Pellaea pringlei
Pellaea pringlei är en kantbräkenväxtart som beskrevs av Dav. Pellaea pringlei ingår i släktet Pellaea och familjen Pteridaceae. Inga underarter finns listade.